# Laurie Bartram
Laurie Lee Bartram, nota anche con lo pseudonimo di Laurie Brighton (Saint Louis, 16 maggio 1958 – Lynchburg, 25 maggio 2007), è stata un'attrice statunitense, nota per aver interpretato il ruolo di Brenda nel film horror Venerdì 13.

## Biografia
Laurie Bartram cominciò a ballare fin dalla più tenera età, partecipando alla St. Louis Muny Opera in rappresentazioni con il Balletto di Stoccarda e il Balletto del Bolshoi, tra molte altre rappresentazioni nei dintorni di St. Luis. È conosciuta soprattutto per il ruolo della consulente di campo Brenda Jones nel film Venerdì 13 (Friday the 13th) del 1980, ruolo per il quale è stata elogiata come uno dei migliori personaggi del film.
La Bertram è anche apparsa nella soap opera Destini (Another World), nel ruolo ricorrente di Karen Campbell, e in due episodi della serie televisiva Squadra emergenza (Emergency!), nella quale è stata accreditata con il nome di Laurie Brighton. Appare inoltre, non accreditata, nel ruolo di Debbie nel film horror del 1974 La notte dei sette assassinii (The House of Seven Corpses).
Dopo Venerdì 13, la Bartram ha diretto e coreografato produzioni teatrali locali, realizzato i costumi per numerose produzioni e prestato la voce a in televisioni locali come la WSET-TV di Lynchburg, in Virginia. Ha inoltre preso parte a numerose pubblicità televisive e cartelloni pubblicitari.
La Bartram è morta il 25 maggio 2007, nove giorni dopo il suo 49º compleanno, a causa di un tumore al pancreas.

## Vita privata
Dopo aver lasciato l'industria dell'intrattenimento nei primi anni ottanta, la Bertram divenne una cristiana rinata e decise di istruirsi. Frequentò il Liberty Baptist College (ora Liberty University), dove ha incontrato il suo futuro marito Gregory McCauley. La coppia ha avuto cinque figli, Lauren, Scott, Jordan, Francis e Isabelle, che sono stati tutti istruiti a casa. La Bertram ha vissuto prima a Tacoma, Washington, e poi a Lynchburg, in Virginia, dove risiedeva al momento della sua morte.

## Filmografia
- Squadra emergenza (Emergency!) – serie TV, episodi 2x18-3x06 (1973)
- La notte dei sette assassinii (The House of Seven Corpses), regia di Paul Harrison (1974)
- Destini (Another World) – soap opera, 85 episodi (1978-1979)
- Venerdì 13 (Friday the 13th), regia di Sean S. Cunningham (1980)

## Omaggi
- Alla sua memoria le sono stati dedicati i documentari His Name Was Jason: 30 Years of Friday the 13th del 2009 e Crystal Lake Memories: The Complete History of Friday the 13th del 2013.